# Comuna Pohorila, Teplîk
Pohorila (în ucraineană Погоріла) este o comună în raionul Teplîk, regiunea Vinnița, Ucraina, formată din satele Kîzîmî și Pohorila (reședința).

## Demografie
Componența lingvistică a satului Pohorila
     Ucraineană (98,92%)
     Alte limbi (1,09%)
Conform recensământului din 2001, majoritatea populației satului Pohorila era vorbitoare de ucraineană (98,92%), existând în minoritate și vorbitori de alte limbi.